# Черновка (Белгородская область)
Черновка — хутор в Прохоровском районе Белгородской области. Входит в состав Подолешенского сельского поселения.

## География
Находится в северной части Белгородской области, в лесостепной зоне, в пределах юго-западного склона Среднерусской возвышенности, на левом берегу реки Северский Донец, на расстоянии примерно 14 километров (по прямой) к юго-востоку от Прохоровки, административного центра района. Абсолютная высота — 152 метра над уровнем моря.

### Климат
Климат характеризуется как умеренно континентальный, с относительно мягкой зимой и тёплым продолжительным летом. Среднегодовая температура воздуха — 5,4 °C. Средняя температура воздуха самого холодного месяца (января) — −9,2 °C; самого тёплого месяца (июля) — 16,4 — 24,3 °C. Безморозный период длится в среднем 155—160 дней. Годовое количество атмосферных осадков — 527—595 мм, из которых большая часть выпадает в тёплый период.

### Часовой пояс
Хутор Черновка как и вся Белгородская область, находится в часовой зоне МСК (московское время). Смещение применяемого времени относительно UTC составляет +3:00.

## История
Основана в период между 1795 и 1811 годами однодворцами из села Верхний Ольшанец. и Авдеевки. Соотношение поселенцев было примерно равным: 5 семей из Авдеевки и 4 - из Ольшанца. К 1816 году хутор разросся до 10 дворов, из которых 5 были Шляховы, а другие 5 - Черновы (Чёрные), именно от них хутор и получил свое название. Именно однодворцам Черновых принадлежала земля с XVII века, она была пожалована сыну боярскому Чернову в середине XVII века.

## Население
| 2002 | 2010 |
| ---- | ---- |
| 61   | ↘46  |

### Половой состав
По данным Всероссийской переписи населения 2010 года в гендерной структуре населения мужчины составляли 39,1 %, женщины — соответственно 60,9 %.

### Национальный состав
Согласно результатам переписи 2002 года, в национальной структуре населения русские составляли 82 %.